# Lenzspitze
Il Lenzspitze (4.294 m s.l.m.) è una montagna delle Alpi Pennine situata nel massiccio del Mischabel.

## Caratteristiche

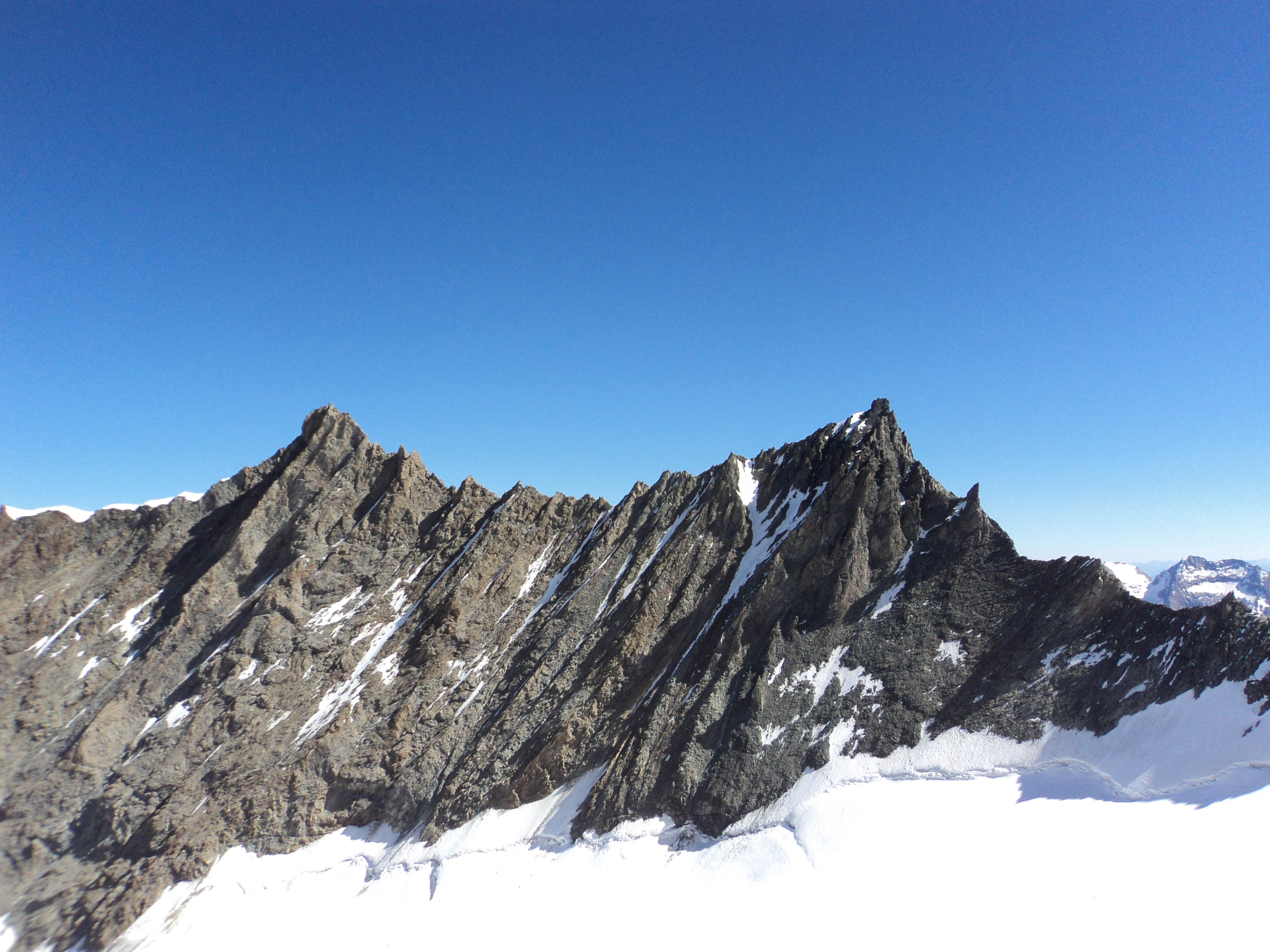
La parte alta della Nadelgrat con il Nadelhorn a sinistra ed il Lenzspitze a destra.

La cresta che dalla montagna scende verso nord-ovest al Dürrenhorn passando dal Nadelhorn, Stecknadelhorn e Hohberghorn si chiama Nadelgrat.

## Ascensione alla vetta
La prima ascensione alla vetta fu realizzata nel 1870 da Clinton Thomas Dent con le guide Alexander Burgener e Franz Burgener.
Oggi si può salire sulla vetta partendo dal Mischabelhütte.